# Монарх-Мілл (Південна Кароліна)
Монарх-Мілл (англ. Monarch Mill) — переписна місцевість (CDP) в США, в окрузі Юніон штату Південна Кароліна. Населення — 1584 особи (2020).

## Географія
Монарх-Мілл розташований за координатами 34°42′58″ пн. ш. 81°35′5″ зх. д. / 34.71611° пн. ш. 81.58472° зх. д. (34.716127, -81.584789).  За даними Бюро перепису населення США в 2010 році переписна місцевість мала площу 14,54 км², уся площа — суходіл.

## Демографія
Згідно з переписом 2010 року, у переписній місцевості мешкало 1811 осіб у 753 домогосподарствах у складі 517 родин. Густота населення становила 125 осіб/км².  Було 905 помешкань (62/км²).
Расовий склад населення:
| - 81,7 % — білих - 16,5 % — чорних або афроамериканців - 0,2 % — азіатів - 0,1 % — вихідців з тихоокеанських островів - 0,1 % — корінних американців |

До двох чи більше рас належало 1,4 %. Частка іспаномовних становила 0,8 % від усіх жителів.
За віковим діапазоном населення розподілялося таким чином: 21,8 % — особи молодші 18 років, 61,6 % — особи у віці 18—64 років, 16,6 % — особи у віці 65 років та старші. Медіана віку мешканця становила 41,5 року. На 100 осіб жіночої статі у переписній місцевості припадало 91,4 чоловіків;  на 100 жінок у віці від 18 років та старших — 87,2 чоловіків також старших 18 років.
Середній дохід на одне домашнє господарство  становив 45 584 долари США (медіана — 42 866), а середній дохід на одну сім'ю — 50 226 доларів (медіана — 43 767). Медіана доходів становила 34 632 долари для чоловіків та 30 660 доларів для жінок. За межею бідності перебувало 17,2 % осіб, у тому числі 37,3 % дітей у віці до 18 років та 13,1 % осіб у віці 65 років та старших.
Цивільне працевлаштоване населення становило 834 особи. Основні галузі зайнятості: виробництво — 21,6 %, роздрібна торгівля — 20,6 %, оптова торгівля — 11,6 %, освіта, охорона здоров'я та соціальна допомога — 10,1 %.